# Leuronotus
Leuronotus is een kevergeslacht uit de familie van de boktorren (Cerambycidae). De wetenschappelijke naam van het geslacht werd voor het eerst geldig gepubliceerd in 1888 door Gahan.

## Soorten
Leuronotus omvat de volgende soorten:
- Leuronotus affinis Breuning, 1970
- Leuronotus spatulatus Gahan, 1888